# (19407) Standing Bear
(19407) Standing Bear est un astéroïde de la ceinture principale.

## Description
(19407) Standing Bear est un astéroïde de la ceinture principale. Il fut découvert le 25 mars 1998 à Lime Creek par Robert Linderholm. Il présente une orbite caractérisée par un demi-grand axe de 2,59 UA, une excentricité de 0,12 et une inclinaison de 15,0° par rapport à l'écliptique.
Il est nommé d'après Standing Bear (Machunahzha en ponca), né vers 1829 et mort en 1908, chef de la tribu amérindienne des Poncas.

## Compléments